# Heller Tamás
Heller Tamás (Debrecen, 1946. november 19. –) magyar színész, előadóművész, zeneszerző, dalszövegíró, érdemes művész.

## Élete
A színjátszás alapjaival Fényes Márta híres gyermekszínpadán ismerkedett meg (Kállai Borival együtt). A Fricska Együttessel beneveztek az 1965-ös Ki mit tud?-ra, a középdöntőben estek ki. Érettségi után fényképész szakmát tanult, majd sorkatonai szolgálatot teljesített.[forrás?]
1972 és 1978 között a debreceni Csokonai Színházban játszott. 1978-tól 2012-ig a Mikroszkóp Színpad tagja. Prózai és zenés kabarék karakterszerepeinek sokszínű tolmácsolója, aki magánszámainak szövegét és zenéjét is maga írja.

## Színpadi szerepei

### Debreceni Csokonai Színház
- Kander–Ebb: Kabaré....Konferanszié
- Goldoni: Két úr szolgája....Truffaldino
- Brecht–Weill: Koldusopera....Leprás Mátyás
- Ábrahám Pál: Bál a Savoyban....Mustafa bej

### Mikroszkóp Színpad
- Ádám és Éva
- Csak semmi duma!
- Az élet lapos oldala - Bajor-kabaré
- Hej, halihó!
- Hogy volt?
- Hopp, te Zsiga!
- Kelet ez nekünk?
- Két úr szolgája
- Kihajolni veszélyes!
- Közös bűnnek túrós a háta
- Le vagytok szavazva!
- Leggyengébb láncszemek
- Magasztár?
- Mikor lesz elegünk?
- A Mikroszkóp fantomja
- Nyerünk vagy nyelünk
- Röhej az egész
- Sasazértis
- Szakíts, ha bírsz!
- Széllel szembe...
- Szeplős Pötyi
- A tenor háza
- Türelmes zóna
- Ügynökök kíméljenek!
- Valakit visz a vicc
- Vigyázz NATO, jön a magyar!
- Zsebrepacsi

## Filmjei

### Tévéfilmek
- Maskarák (1981)
- Angyalbőrben (1990)
- Privát kopó (1993)
- Família Kft. (1993)
- Legnehezebb emberek (2000)
- Világszám! (2004)
- Kutyák

## Könyv
- Bests Heller. 50 éve a színpadon. Heller Tamás beszélgetőtársa Sáfrán István; 29s Műhely, Bp., 2015

## Díjai
- Mikroszkóp-gyűrű (1993)
- Magyar Rádió Nívódíja (1995)
- A Magyar Köztársasági Érdemrend kiskeresztje (1995)
- A Magyar Köztársasági Érdemrend tisztikeresztje (2004)
- Érdemes művész (2006)